# Môi trường địa chất
Môi trường địa chất – MTĐC (Geological Environment) là phần trên cùng của vỏ Trái Đất, bao gồm lớp thổ nhưỡng, nham thạch, khoáng sản, nước dưới đất, cũng những trường vật lý hình thành trong đó, nơi bị con người khai phá để sinh sống và tiến hành các hoạt động nhân sinh và ngược lại, cũng tác động trở lại với con người, chi phối điều tiết một cách tự nhiên, tạo thuận lợi hoặc trở ngại cho cuộc sống và hoạt động của con người.